# Chamaecrista flexuosa
Chamaecrista flexuosa es una especie de planta fanerógama perteneciente a la familia Fabaceae. Es originaria de América.

## Descripción
Son hierbas, a veces sufruticosas con la edad, que alcanza un tamaño de 0.2–0.8 m de alto; tallo postrado o difusamente ascendente, abruptamente flexuoso. Hojas de 4–14 cm de largo, casi glabras a gris-pilosas; folíolos 20–65 pares, linear-oblongos, 1.5–11 mm de largo y 0.5–2 mm de ancho; pecíolos 1–6 mm de largo, con uno o más nectarios sésiles o estipitados, estípulas medias y superiores lanceolado- u ovado-acuminadas, 4–18 mm de largo, cordado-amplexicaules en uno o ambos lados, 8–15-nervias. Pedúnculos axilares de hasta 2 mm de largo, con 1 o 2 flores, pedicelos 10–30 mm de largo; sépalos ovados o lanceolados, 7–13 mm de largo; pétalos 11–18 mm de largo; estambres 10, las anteras desiguales, las más largas 4.5–8 mm de largo; estilo 4–9 mm de largo. Fruto linear, 2.5–7 cm de largo y 3.5–5 mm de ancho, puberulento, café-negruzco.

## Distribución y hábitat
Especie común, se encuentra en las sabanas, dunas, playas y bosques abiertos arenosos, a veces ruderal en suelos porosos, zona atlántica; 0–500 m; fl mar–sep, fr mar, ago, sep; desde el sur de México al sureste de Brasil y norte de Argentina, también en Cuba.

## Taxonomía
Chamaecrista flexuosa fue descrito por (L.) Greene y publicado en Pittonia 4(20D): 27. 1899.
Etimología
Chamaecrista: nombre genérico que deriva de las palabras griegas: chama = "bajo, enano" y crista = "cresta".
flexuosa: epíteto latíno que significa "con curvas"
Variedades aceptadas
- Chamaecrista flexuosa var. texana (Buckley) H.S.Irwin & Barneby

Sinonimia
- Cassia arenaria Kunth
- Cassia flexuosa L.
- Cassia flexuosa var. cuyabensis Pilg.
- Cassia flexuosa var. pubescens Benth.
- Cassia picachensis Brandegee
- Chamaecrista amplistipulata Rose
- Chamaecrista flexuosa var. flexuosa[6]